# 曼哈頓奇緣2：幸福真諦
《曼哈頓奇緣2：幸福真諦》（英語：Disenchanted）是一部2022年上映的美國歌舞奇幻浪漫喜劇片，由亞當·夏克曼執導，夏克曼、布里蓋特·海斯、理查·拉葛瑞夫尼斯、史考特·諾伊史達特和麥可·H·韋伯共同撰寫劇本。該片為2007年電影《曼哈頓奇緣》的續集，由艾美·亞當斯、派屈克·丹普西、伊迪娜·曼佐、詹姆斯·馬斯登、瑪雅·魯道夫、伊薇特·妮可·布朗和傑瑪·梅斯。
《曼哈頓奇緣2：幸福真諦》2022年11月18日在Disney+上線。本片在影評界的評價褒貶不一，主要稱讚艾美·亞當斯的演出表現，批評多集中於電影的吸引力不如前作。

## 劇情
故事的十年後，吉賽兒、羅伯特和摩根與他們剛出生的嬰兒索菲亞幸福地生活在一起。然而，曼哈頓的生活開始拖累他們，因此吉賽兒計劃把家搬到郊區小鎮門羅維爾。搬家給他們帶來了糟糕的初次體驗：他們的新房子需要翻新，羅伯特不得不坐火車上下班以繼續他的工作，而摩根在她的新學校感覺自己被孤立了。
愛德華國王和南希王后從安達拉西亞來訪，贈予他們一根如意魔杖。吉賽兒遇到傲慢的組委會主席瑪薇娜，並得知她正在舉辦一個童話主題的舞會，瑪薇娜的兒子泰森是舞會的當選王子。為了幫助摩根融入社會，吉賽兒試圖讓她當選為舞會公主，但最終無意中讓摩根難堪，導致兩人鬧翻。
在與她的花栗鼠朋友皮普商量後，吉賽兒決定使用這根魔杖，並希望她的家人的生活成為一個“完美的童話”。到第二天，這個小鎮變成了一個名為蒙羅拉西亞的幻想王國。摩根對他們的新生活很滿意，羅伯特相信自己是一個勇敢的冒險家。瑪薇娜現在是鎮上擁有魔法力量的邪惡女王。吉賽兒還發現了自己異常傲慢的行為，並以虐待摩根為樂。意識到自己正在慢慢變成一個惡毒的繼母，吉賽兒向魔杖的指令捲軸求助。捲軸顯示，吉賽兒的願望是用安達拉西亞的魔法將現實世界變成童話，並在午夜後永久化。
瑪薇娜得知了這根魔杖，並讓她的兩個僕人羅莎琳和露比偷了它。然而，捲軸告訴她這根魔杖只能由“真正的安達拉西亞人”使用。吉賽兒意識到如果沒有魔杖，她會迷失在邪惡的一面，所以她說服摩根在送她去安達拉西亞之前拯救他們。在那裡，摩根得知王國的魔法通過漩渦傳送到蒙羅拉西亞，一旦咒語成為永久性的，安達拉西亞將永遠消失。南希和愛德華建議摩根利用記憶的魔力讓吉賽兒想起她的真實自我。摩根用他們共同記憶的照片重現了他們兒時畫的家譜，然後和南希一起回到了現實世界。
吉賽兒現在受到她邪惡人格的影響，向瑪薇娜挑戰蒙羅拉西亞的皇家頭銜。吉賽兒派已經變成虎斑貓的皮普去偷回魔杖，同時還派羅伯特去尋找摩根，這可能是徒勞的。在舞會上，吉賽兒和瑪薇娜進行了一場魔法決鬥，前者輕鬆戰勝了後者。摩根和南希與羅伯特和泰森會面，然後衝進市政廳阻止決鬥。摩根將她的畫扔給吉賽兒，吉賽兒將其撕毀，但其中的魔法使記憶栩栩如生，使吉賽兒恢復正常。
不想咒語被打破，瑪薇娜劫持了摩根作為人質並索要魔杖作為交換。吉賽兒交出魔杖，瑪薇娜將魔杖斷成兩半。隨著午夜的臨近，安達拉西亞的一切都開始消失，包括吉賽兒本人。當羅伯特和泰森前往鐘樓頂部延遲最後的鐘聲時，吉賽爾告訴摩根，作為她的女兒，她是真正的安達拉西亞人，因此能夠使用魔杖。摩根希望她能和媽媽一起在家，就像瑪薇娜試圖在鐘樓被毀前敲響鐘樓一樣。
摩根在他們的房子裡醒來，發現一切都恢復正常了。只有她和吉賽兒知道這些事件，而其他人都認為這是一個夢。吉賽兒向瑪薇娜道歉，因為她干涉了她的計劃，瑪薇娜允許吉賽兒加入組委會。一段時間後，羅伯特把他的事務所搬到了門羅維爾，摩根和泰森開始約會，南希和愛德華再次拜訪他們一家，過著他們現在幸福的生活，故事完美結束。

## 演員
| 原版                      | 配音                       | 配音   | 角色                           |
| 原版                      | 中國大陸                   | 香港   | 角色                           |
| ------------------------- | -------------------------- | ------ | ------------------------------ |
| 艾美·亞當斯               | 詹佳 李赞（唱）            | 顧詠雪 | 吉賽兒（Giselle）              |
| 詹姆斯·馬斯登             | 赵路 万承哲（唱）          | 黎景全 | 愛德華王子（Prince Edward）    |
| 格里芬·紐曼               | 翟巍 胡继沿（唱）          | 陳旭恆 | 小皮（Pip）                    |
| 帕特里克·丹普西           | 郭易峰 Yuelong Liang（唱） | 梁皓翔 | 羅伯特·菲利普（Robert Philip） |
| 加布里埃拉·巴爾達奇諾（） | 吴迪 汪樊益嘉（唱）        | 林寶怡 | 摩根·菲利普（Morgan）          |
| 伊迪娜·曼佐               | 葉露 李雪灩（唱）          | 馬慧琪 | 南茜（Nancy Tremaine）         |
| 瑪雅·魯道夫               | 黄莺 蒋思瑶（唱）          | 鄧潔麗 | 瑪薇娜·蒙羅（Malvina Monroe）                |
| 伊薇特·妮可·布朗          |                            | 蘇青鳳 | 蘿莎琳（Rosaleen）                     |
| 傑瑪·梅斯                 |                            | 賴芸芬 | 露比（Ruby）                       |
| 柯爾頓·史都華（）         |                            | 陳振聲 | 泰森·蒙羅（Tyson Monroe）                  |
| 奧斯卡·努納茲             |                            | 蔡忠衛 | 艾德格（Edgar）                     |

## 製作

### 選角
2020年12月，在迪士尼投資者日上，宣佈艾美·亞當斯將回歸出演2007年電影《曼哈頓奇緣》的角色吉賽兒。2021年1月，確認派屈克·丹普西回歸出演角色羅伯·菲利普。3月，作曲家亞倫·孟肯確認詹姆斯·馬斯登和伊迪娜·曼佐將回歸出演電影。4月，宣佈瑪雅·魯道夫、伊薇特·妮可·布朗和傑瑪·梅斯加入演員陣容。5月，迪士尼宣佈柯爾頓·史都華和奧斯卡·努納茲加入演員陣容，而加布里埃拉·巴爾達奇諾替代瑞秋·科維飾演羅伯的女兒摩根·菲利普。

### 前期製作
2020年3月，《曼哈頓奇緣2：幸福真諦》進入前期製作階段，該片將由亞當·夏克曼執導。2020年12月，據透露迪士尼聘請了布里蓋特·海斯（Brigette Hales）、理查·拉葛瑞夫尼斯、史考特·諾伊史達特和麥可·H·韋伯一同撰寫劇本。2021年1月，丹普西透露製作將於春季開始進行。

### 拍攝
主體拍攝於2021年5月17日開始進行。此前曾預定於2021年5月3日在洛杉磯開始拍攝。
2021年4月23日，據報導拍攝將於夏季在愛爾蘭開始，並預計於8月殺青，拍攝地點包括恩尼斯凱里、威克洛和都柏林。5月6日，亞當斯在Instagram上確認她已經抵達愛爾蘭開始拍攝電影。

## 發行
《曼哈頓奇緣2：幸福真諦》原定於2022年11月24日在Disney+上線。2022年10月，電影提前至2022年11月18日上線。

## 外部連結
- 互联网电影数据库（IMDb）上《曼哈頓奇緣2：幸福真諦》的资料（英文）